# 萩谷由喜子
萩谷 由喜子（はぎや ゆきこ、9月9日 - ）は日本の女性音楽評論家。東京都文京区生まれ。立教大学経済学部卒業。日本舞踊花柳流の専門部名取で邦楽にも造詣が深い。ミュージック・ペンクラブ・ジャパン会員。

## 経歴
音楽雑誌「音楽の友」「ショパン」「音楽現代」誌上で器楽、室内楽を中心に演奏会評を執筆しているほか、多くのCDライナーノート、演奏会プログラムなどに解説を書いている。専門研究分野は日本のクラシック音楽発達史と女性音楽家研究で、音楽家の人物伝を得意とする。著書に、日本人として初めてヨーロッパに学んだピアニストとヴァイオリニストの姉妹の生涯を描いた「幸田姉妹」、メジャー・コンクールに立て続けに上位入賞して日本人ピアニスト活躍時代の先鞭をつけながら病に倒れたピアニストの評伝「田中希代子」、女性音楽家の人物伝「五線譜の薔薇」と「音楽史を彩る女性たち」、オペラ「ドン・ジョヴァンニ」の解説ブック（以上5冊はショパン刊）、50人の作曲家のミニ伝記と簡易作品表をコンパクトに収載した「ひとり5分で読める作曲家おもしろ雑学事典」、30組の音楽家カップルの感動秘話を綴った「ひと組5分で読める音楽家カップルおもしろ雑学事典」（以上2冊はヤマハ・ミュージック・メディア刊）などがある。
各地でレクチャー講座も開催しており、2007年は中央区民カレッジ「今が聴きどき、クラシック!」連続5講座、ヤマハ主催の「没後150年、チェルニーはこう教える!」「音楽史を彩る女性たち、女性作曲家のピアノ曲集」、立教大学レディースクラブ講座「クラシックが10倍楽しくなる 音楽ミステリー・ツアー」などが開催された。

## 著書

### 単著
- 『五線譜の薔薇 音楽史を彩る女性たち』（ショパン、2002年）
- 『幸田姉妹 洋楽黎明期を支えた幸田延と安藤幸』（ショパン、2003年）
- 『田中希代子 夜明けのピアニスト』（ショパン、2005年）
- 『音楽史を彩る女性たち 五線譜のばら2』（ショパン、2005年）
- 『ひとり5分で読める作曲家おもしろ雑学事典』（ヤマハミュージックメディア、2006年）
  - 『クラシックの作曲家たち』（ヤマハミュージックメディア、2013年）
- 『ドン・ジョヴァンニ』（解説、ショパン、2006年）
- 『ひと組5分で読める音楽家カップルおもしろ雑学事典』（ヤマハミュージックメディア、2007年）
- 『ひとり5分で読めるピアニストおもしろ雑学事典』（ヤマハミュージックメディア、2008年）
  - 『クラシックのピアニストたち』（ヤマハミュージックメディア、2013年）
- 『ショパンをめぐる女性たち』（ショパン、2010年）
- 『諏訪根自子 美貌のヴァイオリニスト その劇的生涯』（アルファベータブックス、2013年）
- 『宮澤賢治の聴いたクラシック』（小学館、2013年）
- 『クロイツァーの肖像 日本の音楽界を育てたピアニスト』（ヤマハミュージックメディア、2016年）
- 『『蝶々夫人』と日露戦争 大山久子の知られざる生涯』（中央公論新社、2018年）
- 『音楽家の伝記 はじめに読む1冊 クララ・シューマン』（ヤマハミュージックメディア、2019年）
- 『音楽家の伝記 はじめに読む1冊 モーツァルト』（ヤマハミュージックメディア、2020年）
- 『ウィーンに六段の調 戸田極子とブラームス』（中央公論新社、2021年）